# 小Q
《再見了！小Q》（英語：Little Q）是一部2019年香港溫情片，由羅永昌導演，易天雄任動作指導，布丁、任達華、梁詠琪、郭晉安、楊采妮及林文龍主演。電影改編自日本作家石黑謙吾和攝影師秋元良平合著小說。10多年前的日版便由梁詠琪聲演。
中国大陆于2019年9月20日上映。

## 故事
讲述导盲犬小Q和盲人厨师李宝庭之间的感人故事。

## 演員表
| 角色       | 演員            | 介紹                                                                                              |
| 小Q        | 布丁            | 雌性導盲犬 陳啟、陳康燕兒、陳芷喬之領養犬 被Simon安排照顧李寶庭 8歲退休後患上關節炎，後因癌症去世 |
| 李寶庭     | 任達華          | 李生、庭哥 失明人士、蛋糕店東主兼主廚 失明後被小Q照顧 最初抗拒小Q，後和好                         |
| 李寶兒     | 梁詠琪          | 李寶庭之妹                                                                                        |
| 陳啟       | 郭晉安          | 陳生 小Q之領養主人                                                                                |
| 陳康燕兒   | 楊采妮          | 陳太 小Q之領養主人                                                                                |
| 盧永安     | 林文龍          | Dr. Lo 獸醫 廖碧珊之夫                                                                            |
| 陳芷喬     | 袁澧林 （青年） | 陳啟、陳康燕兒之女 小Q之領養主人                                                                  |
| 陳芷喬     | 劉楚恬 （童年） | 陳啟、陳康燕兒之女 小Q之領養主人                                                                  |
| 阿強       | 胡明            | 李寶庭師弟                                                                                        |
| Simon      | 羅仲謙          | 導盲犬導師 Fiona之同事 安排小Q照顧李寶庭                                                          |
| 盧廖碧珊   | 袁姗姗          | 盧永安之妻                                                                                        |
| Fiona      | 賈曉晨          | 導盲犬導師 Simon之同事                                                                            |
| Cherry     | 陳雅麗          |                                                                                                   |
| 寵物店老板 |                 |                                                                                                   |
| 幹事       | 余佳哝          |                                                                                                   |
| 師父       | 魯牛            |                                                                                                   |
| 酒吧老闆   | 劉永            | 李寶庭之鄰居                                                                                      |
| 蛋糕師傅   | 梁釗峰          | 李寶庭之下屬                                                                                      |
| 蛋糕師傅   | 鄧小巧          | 李寶庭之下屬                                                                                      |
| 獸醫護士   | 羅頌欣          |                                                                                                   |
| 徒弟 King  | 吳崇銘          | 李寶庭徒弟                                                                                        |

## 製作
2018年11月14日，電影曝光了影片首款概念海報。
2018年11月16日開鏡，在香港、中國大陸、日本三地拍攝，並於2019年1月初煞科。

## 發行
電影於2019年8月15日在香港上映；9月12日在台灣上映；9月20日在中國大陸上映。

### 票房
香港上映4日連同優先場，累積票房271萬港元票房，位列第33週一週票房第八名。上映8日收397萬港元。中国大陆累积1.13亿人民币。

## 獎項及提名
| 颁奖典礼                    | 奖项             | 姓名    | 结果 |
| --------------------------- | ---------------- | ------- | ---- |
| 第3屆MOVIE6全民票選電影大獎 | 全民票選最佳電影 | 《小Q》 | 提名 |

## 外部連結
- 香港影庫上《小Q》的資料（繁體中文）
- 豆瓣电影上《小Q》的資料 （简体中文）
- 时光网上《小Q》的資料（简体中文）
- 互联网电影数据库（IMDb）上《小Q》的资料（英文）